# Боразол
Боразол (боразин, триборинтриимид) — химическое вещество с химической формулой B3H6N3, бесцветная жидкость. Молекула представляет собой шестичленное плоское кольцо, в котором чередуются атомы бора и азота, каждый из них соединён с одним атомом водорода. Боразол не следует путать с борабензолом — аналогом пиридина, в котором атом азота заменён на бор.
Молекула боразола изоэлектронна молекуле бензола и имеет аналогичное строение. Уменьшение межъядерного расстояния в боразоле (d (B—N) = 0,144 нм по сравнению с одинарной связью d (B—N) = 0,154 нм) связано с делокализацией π-электронов. Распределение электронной плотности отвечает эффективным зарядам δ- и δ+ {\displaystyle {\stackrel {-}{\mbox{N}}}-{\stackrel {+}{\mbox{B}}}} и разной полярности связей {\displaystyle {\stackrel {-}{\mbox{N}}}-{\stackrel {+}{\mbox{H}}}} и {\displaystyle {\stackrel {+}{\mbox{B}}}-{\stackrel {-}{\mbox{H}}}}.

## Свойства
Являясь неорганическим аналогом бензола, боразол напоминает бензол по своим физическим свойствам (агрегатное состояние, интервал кипения, плотность и т. п.); в то же время, химические свойства боразола и бензола резко различаются.
Реакционная способность боразола выше, чем у бензола, вследствие полярности связей (три атома азота поставляют свои неподелённые электронные пары на свободные орбитали атомов бора). Так, он окисляется на воздухе, растворим в воде, с которой постепенно реагирует с образованием В(ОН)3, NH3 и Н2, и менее термически устойчив, чем бензол.
Атомы Н, связанные с атомами B, способны замещаться без разрушения цикла. Так, при действии BCl3 или BBr3 на боразол при нагревании образуются твёрдые устойчивые соединения — тригалогенборазолы B3N3H3Hal3.
Атомы H при N не способны вступать в реакции замещения.

## Получение
- Боразол можно получить нагреванием тетрагидридобората лития и хлорида аммония:

{\displaystyle {\mathsf {3LiBH_{4}+3NH_{4}Cl\rightarrow B_{3}H_{6}N_{3}+3LiCl+9H_{2}}}}
- По реакции диборана с аммиаком, которая также проводится при нагревании:

{\displaystyle {\mathsf {3B_{2}H_{6}+6NH_{3}\rightarrow 2B_{3}H_{6}N_{3}+12H_{2}}}}
- Реакцией трихлорида бора с хлоридом аммония и последующим восстановлением борогидридом:

{\displaystyle {\mathsf {3BCl_{3}+3NH_{4}Cl\rightarrow Cl_{3}B_{3}H_{3}N_{3}+9HCl}}}
{\displaystyle {\mathsf {Cl_{3}B_{3}H_{3}N_{3}+3NaBH_{4}\rightarrow B_{3}H_{6}N_{3}+3/2B_{2}H_{6}+3NaCl}}}
- Тримеризация боразина:

{\displaystyle {\mathsf {3HB\equiv NH\longrightarrow B_{3}H_{6}N_{3}}}}